# Властібор Клімеш
Властібор Клімеш (Vlastibor Klimeš, 17 серпня 1953) — чехословацький баскетболіст.
Учасник Олімпійських Ігор 1980 року.
Бронзовий призер Чемпіонату Європи 1977, 1981 років.